# Thea Sandten

Thea Sandten auf einer Fotografie von Alexander Binder

Thea Sandten (geboren als Toni Wally Ansorge am 30. Juni 1884 in Breslau, Deutsches Reich; gestorben im Januar 1943 im KZ Auschwitz) war eine deutsche Stummfilmschauspielerin.

## Leben und Wirken
Über Thea Sandtens Werdegang ist kaum etwas bekannt. Die 1884 in der schlesischen Hauptstadt Breslau geborene Künstlerin ist seit 1910, als sie am Friedrich-Wilhelmstädtischen Schauspielhaus ihr erstes Festengagement antrat, als Theaterschauspielerin nachweisbar. Wenig später wurde sie auch vor die Kamera geholt. Der erste größere Erfolg war Sandten in ihrem Filmdebütjahr 1912 mit der Antonie Adamberger in dem patriotischen Zeitdrama Theodor Körner beschieden.
Tragende Rollen spielte Thea Sandten, die „ihre gesamte Karriere hindurch fast ausschließlich in ‚Frauenfilmen‘“ auftrat und 1913 für vier Produktionen auch nach Italien verpflichtet wurde, in den unterschiedlichsten dramatischen Geschichten. Oft hatte sie ein schweres Schicksal zu meistern oder wurde aus einer großen Gefahr gerettet. Thea Sandten wirkte in ihrer nur zehn Jahre währenden Leinwandkarriere an der Seite berühmter Stummfilmkollegen wie Asta Nielsen, Hanni Weisse und Alexander Moissi.
Ihre größten Erfolge hatte Thea Sandten 1916, als sie in Richard Oswalds Hoffmanns Erzählungen (wo sie die Giulietta verkörperte) und in Otto Ripperts Schauergeschichte Homunculus spielte. Mit der Tesa-Film Berlin besaß sie Anfang der 20er Jahre eine kleine Produktionsfirma, die aber nur über ein sehr geringes Output verfügte. Bald darauf verliert sich Thea Sandtens Spur.

## Privates und späte Jahre
Seit dem August 1916 in erster Ehe mit dem zwei Jahre jüngeren Alfred Jachmann verheiratet, wurde diese Ehe bereits im Mai 1920 wieder geschieden. Eine zweite, 1931 geschlossene Ehe währte gleichfalls nicht lange. Im letzten Friedensjahr 1939 heiratete Thea Sandten einen jüdischen Mitbürger namens Löwenstein und lebte bis zum Jahresende 1942 unter für das Ehepaar immer schwieriger werdenden Bedingungen in der deutschen Reichshauptstadt. Als die von den Nationalsozialisten initiierte Deportationswelle im darauffolgenden Winter auch die noch verbliebenen Berliner Juden traf, wurde die zuletzt als Toni Löwenstein gemeldete Sandten am 9. Dezember 1942 in das Vernichtungslager Auschwitz verschleppt und dort mutmaßlich im Januar 1943 ermordet.

## Filmografie
- 1912: Auf dornigen Pfaden
- 1912: Europäisches Sklavenleben
- 1912: Gelbstern
- 1912: Theodor Körner
- 1913: Komödianten
- 1913: Ein Mädchen zu verschenken
- 1913: Il tenore
- 1913: La vendetta del giusto
- 1913: Die Nacht zuvor
- 1914: Der Schuß um Mitternacht
- 1914: Die beiden Rivalen
- 1914: Zweite Tür links
- 1915: O, du mein Österreich
- 1915: Kulissenzauber
- 1915: Die Schwester vom Roten Kreuz
- 1915: Der Jude von Prag
- 1915: Die büßende Magdalena
- 1915: Schicksalswende
- 1915: Und das Wissen ist der Tod
- 1916: Aus dem Buche des Lebens
- 1916: Hoffmanns Erzählungen
- 1916: Der Trödler von Prag
- 1916: Schweigepflicht
- 1916: Homunculus, 6. Teil
- 1917: Der Saratogakoffer
- 1917: Die Tochter der Gräfin Stachowska
- 1918: Ein rätselhafter Blick
- 1918: Die Rose von Dschianpur
- 1918: Die Prinzessin Adina
- 1918: Ferdinand Lassalle – Des Volkstribunen Glück und Ende
- 1919: Der Kampf um die Ehe, zwei Teile
- 1919: Kronprinz Rudolf oder Das Geheimnis von Mayerling
- 1920: Ein Tropfen schwarzen Blutes
- 1921: Die Vielgeliebte (auch Produktion)
- 1922: Das Licht um Mitternacht